# Valla publicitaria atea
Una Atheist Billboard (en español Valla publicitaria atea) es una campaña de información que promueve la difusión del mensaje de personas ateas, no teístas o Irreligiosas.
Similar a la campaña del Bus ateo que ha tenido en lugar en varios países hasta el día de hoy desde octubre de 2008, los mensajes ateos incluyen gráficos y mensajes que ponen en evidencia la inexistencia de deidades y promueven que las personas creyentes se cuestionen la existencia de dios o fuerzas sobrenaturales.
Estos anuncios han generado controversia y reacciones negativas por parte de personas religiosas.

## Algunas citas
| Carretera y lugar                               | Contenido | Espónsor                                                   | Fecha              |
| ----------------------------------------------- | --- | ---------------------------------------------------------- | ------------------ |
| Route 95 South en Ridgefield, New Jersey        | "No crees en Dios? No estás solo" | FreeThoughtAction y American Humanist Association          | Enero de 2008      |
| Billy Graham Parkway, Charlotte, North Carolina | Una nación indivisible (NCSecular.org) | Charlotte Atheists and Agnostics                           | Junio de 2010      |
| 20 vallas entre Tampa y St. Petersburg, Florida | | Freedom From Religion Foundation                           | Agosto de 2010     |
| 5 vallas en Nueva Orleans                       | |                                                            | Agosto2010         |
| 19 vallas en Trenton, New Jersey                | |                                                            | Agosto2010         |
| 20 vallas en Louisville, Kentucky               | |                                                            | Septiembre de 2010 |
| Tulsa, Oklahoma                                 | “Atheism is OK in Oklahoma — and everywhere!” | Bill Dusenberry, Tulsa de Freedom From Religion Foundation | Septiembre de 2010 |
| I-44 and NW 10th, Oklahoma City, Oklahoma       | ¿No crees en Dios? ¡Únete al club! OKCCOR.org | Oklahoma City Coalition of Reason                          | Septiembre de 2010 |
| 50 lugares en Atlanta, Georgia                  | - “Tal y como mis ancestros se liberaron de la esclavitud, yo hoy soy libre de la esclavitud de la religión” - Butterfly McQueen - “In Reason We Trust” (dibujado en un penique) - “Imagine No Religion” - Rojo-blanco-azul Dios y gobierno: Un mix peligroso” | Freedom From Religion Foundation                           | Septiembre de 2010 |